# Crafty
Crafty (дослівно хитрий, умілий) — шахова програма, написана професором Робертом Гаяттом. Вона походить безпосередньо від знаменитої програми Cray Blitz, переможниці Світового Комп'ютерного Шахового Чемпіонату 1983 і 1986 років.
На лютий 2006 року в рейтинг листі SSDF Crafty була 36-ю з ЕЛО рейтингом 2657. У Світовому Комп'ютерному Шаховому Чемпіонаті 2004 р. програма Crafty виграла четверте місце з таким же числом очок, які і Fritz 8, попри те, що Fritz був запущений на потужнішому комп'ютері ніж інші програми.
Crafty використовує Шаховий Комунікаційний Протокол і може бути запущений в популярних шахових інтерфейсах Winboard і Arena.
Crafty написаний на ANSI C і дуже швидкий. Crafty — програма з відкритими джерелами, але автор утримує повні авторські права.
Crafty — перша програма, в якій була використана повернута bitboard структура даних для відображення шахівниці і це одна із перших програм, що підтримувала багатоядерні процесори. Спеціальні видання програми включають такі особливості, як книжка дебютів, позиційне навчання і бази даних ендшпілю.